# Bamberg (cratère)
Pour les articles homonymes, voir Bamberg (homonymie).
Le cratère Bamberg est un cratère d'impact de 55,7 km de diamètre situé sur Mars dans le quadrangle de Mare Acidalium. Il a été nommé en référence à la ville de Bamberg en Allemagne.